# Dyrektor generalny służby zagranicznej
Dyrektor generalny służby zagranicznej (DGSZ) – wyższe stanowisko w służbie zagranicznej, członek kierownictwa Ministerstwa Spraw Zagranicznych.

## DGSZ według ustawy z 2001
Utworzono je uchyloną Ustawą z 27 lipca 2001 roku o służbie zagranicznej (Dz.U. z 2020 r. poz. 1854), zastępując stanowisko Dyrektora Generalnego Ministerstwa Spraw Zagranicznych. 
Zgodnie z art. 6 ustawy, stanowisko dyrektora generalnego służby zagranicznej powoływał minister spraw zagranicznych. Dyrektor generalny służby zagranicznej był dyrektorem generalnym Ministerstw Spraw Zagranicznych w rozumieniu przepisów ustawy o służbie cywilnej zarówno wobec członków służby zagranicznej, jak i członków korpusu służby cywilnej. Dyrektor generalny służby zagranicznej zapewniał funkcjonowanie ministerstwa, warunki jego działania i organizację pracy oraz dokonywał czynności z zakresu prawa pracy wobec osób zatrudnionych w nim i realizował politykę personalną. Dyrektor generalny służby zagranicznej współdziałał ponadto z szefem służby cywilnej w realizowaniu przez niego zadań ustawowych. 
Dyrektorem generalnym służby zagranicznej mogła zostać osoba posiadająca stopień dyplomatyczny. Najczęściej była to osoba w stopniu ambasadora tytularnego, która kierowała placówką jako ambasador lub konsul generalny.

## DGSZ według ustawy z 2021
Według art. 12 Ustawy z dnia 21 stycznia 2021 r. o służbie zagranicznej (Dz.U. z 2024 r. poz. 1691), dyrektor generalny służby zagranicznej jest dyrektorem generalnym urzędu w rozumieniu przepisów ustawy o służbie cywilnej. Wykonuje zadania dyrektora generalnego urzędu wobec członków służby zagranicznej będących członkami korpusu służby cywilnej oraz czynności z zakresu prawa pracy w odniesieniu do członków służby zagranicznej niebędących członkami korpusu służby cywilnej. Zgodnie z art. 9 Ustawy za koordynację procesu zarządzania zasobami ludzkimi w służbie zagranicznej odpowiada utworzony na mocy tej Ustawy Szef Służby Zagranicznej.

## Dotychczasowi dyrektorzy generalni
Dyrektorzy generalni MSZ
- 1956 – 1968 – Maria Wierna[1]
- Zbigniew Dembowski[2]
- 1972 – 10 lipca 1980 – Karol Nowakowski
- 12 kwietnia 1985 – 12 lutego 1988 – Karol Nowakowski
- 1988 – 1991 – Bogusław Miernik
- 1991 – 1993 – Ryszard Fijałkowski
- 1994 – 1995 – Krzysztof Jakubowski[3]
- 27 marca 1995 – 1996 – Janusz Stańczyk[4]
- 17 września 1996 – 1997 – Marek Grela[5]
- 1 kwietnia 1997 – 15 grudnia 1997 – Jan Granat[5]
- 16 grudnia 1997 – 20 listopada 2001 – Michał Radlicki (z przerwą od 1 lipca do 30 lipca 2001)[6]

Dyrektorzy generalni służby zagranicznej
- 2001 – 2004 – Zbigniew Matuszewski[7]
- 1 września 2004 – 2005 – Krzysztof Jakubowski[3]
- 2005 – 2006 – Jerzy Pomianowski[8]
- 13 czerwca 2006 – 31 sierpnia 2006 – Piotr Wojtczak[9]
- 1 września 2006 – marzec 2007 – Mariusz Kazana[10]
- marzec 2007 – 15 listopada 2007 – Piotr Wojtczak[9]
- 16 listopada 2007 – 2010 – Rafał Wiśniewski[11]
- 2010 – 2012 – Jarosław Czubiński[12]
- 1 listopada 2012 – luty 2015 – Mirosław Gajewski[13]
- 23 lutego 2015 – grudzień 2015 – Grażyna Sikorska (do 8 lipca 2015 jako p.o.)[14]
- grudzień 2015 – 4 sierpnia 2016 – Dariusz Wiśniewski (do 1 lutego 2016 jako p.o.)[15]
- 4 sierpnia 2016 – 2017 – Andrzej Jasionowski[16]
- 1 lutego 2018 – 21 października 2018 – Maciej Szymański[17]
- 22 października 2018 – 12 kwietnia 2021 – Andrzej Papierz
- 13 kwietnia 2021 – 13 grudnia 2023 – Maciej Karasiński
- od 29 grudnia 2023[18] – Rafał Wiśniewski (od 13 grudnia 2023 jako p.o.[19])